# Bastion Treurniet

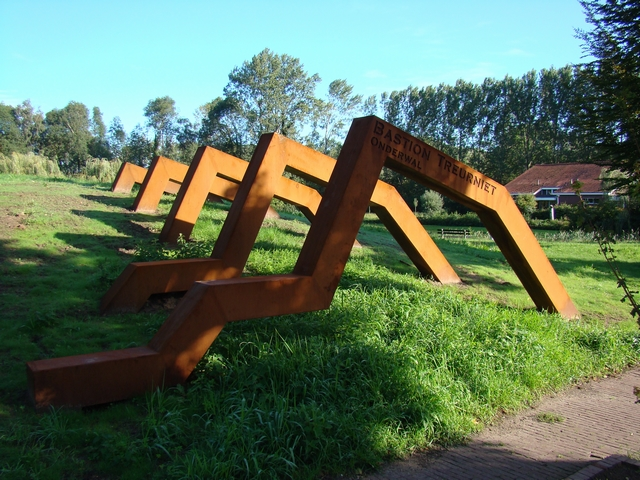
Kunstwerk Treurniet Bredevoort

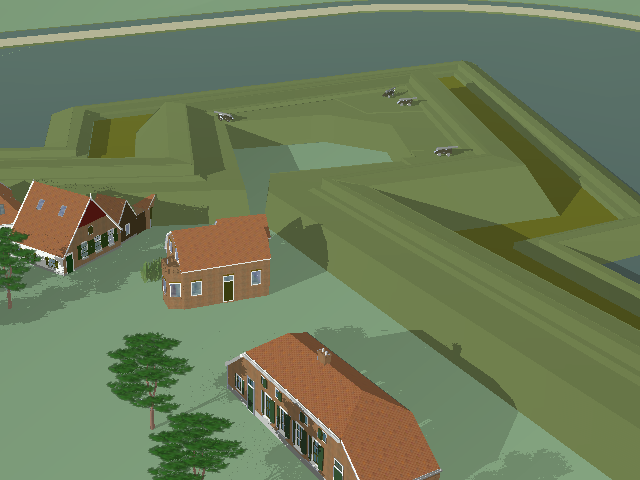
Reconstructie bastion Treurniet Bredevoort

Bastion Treurniet of Kruittoren (in de volksmond) is een rijksmonument en was een van de zes bastions van Bredevoort. Het is gelegen ten noorden van Bredevoort, tegenwoordig de Kruittorenstraat tegenover het gemeenschapshuis Ons Huis en maakte deel uit van de Vestingwerken van Bredevoort.

## Geschiedenis
Ter hoogte van deze locatie is tegenwoordig nog altijd een verhoging te zien, dit was de onderwal van dit bastion. Daarachter lag een acht meter hoog hol bastion, voorzien van drie katten in iedere hoek. Op het terreplein stond een kruithuis ten behoeve van het garnizoen. De Keel (ingang) van het bastion lag iets voorbij het kruispunt Kruittorenstraat/'t Zand. Op die plaats moet ook de kruittoren van het Kasteel Bredevoort gestaan hebben. De courtine van de hoofdwal liep achter de huizen langs in de richting van het Sint Bernardus. In 2010 werd op de restanten van de onderwal een kunstwerk geplaatst, in de vorm van stalen ribben die het profiel van de onderwal weergeven.

## Reconstructie
Op de afbeelding een weergave van een reconstructie van bastion treurniet. Zichtbaar gemaakt de ligging ten opzichte van de huizen die er tegenwoordig staan. Ook zichtbaar de onderwal die voor het bastion ligt. Het deel aan de rechterkant is tevens het deel dat er tegenwoordig vormloos ligt. Het terreplein is tegenwoordig het stukje weide aan de Kruittorenstraat. Op de plek waar het gebouwtje van Bredevoort Schittert staat, moet ooit het kruithuis hebben gestaan. Het stukje gracht op de reconstructie afbeelding bestaat nog altijd.
Aalterpoort · Misterpoort · Onversaegt · Orange · Ossenkop · Treurniet · Stoltenborg · Vreesniet · Welgemoed · Grote Gracht · Kleine Gracht